# Ernst Gottlob Morgenbesser
Ernst Gottlob Morgenbesser (* 21. September 1755 in Breslau; † 22. Juli 1824 in Königsberg i. Pr.) war ein deutscher Richter und Verwaltungsjurist.

## Leben
Am Königsberger Hofgericht wurde er Assessor (1779), nur 1 Jahr später schon Rat (1780) und dann Geh. Justizrat (1787). Am 15. Dezember 1804 wurde er Direktor bei der Ostpreußischen Regierung und wurde dort nach der Umwandlung in das Oberlandesgericht Königsberg am 25. März 1809 Vizepräsident, am 3. Januar 1820 dann Chefpräsident. In der Kombinierten Immediatkommission beriet er Heinrich Friedrich Karl vom und zum Stein bei der Regelung des Hypothekenwesens und bei der Preußischen Städteordnung. Ihm verdankt Ostpreußen die Bildung eines Großteils der Justizbediensteten, die Organisation der Untergerichte und den Entwurf zum Provinzial-Landrecht. Ganz im Geiste von Immanuel Kant heißt es am Anfang seiner Beyträge zum republikanischen Gesetzbuche:

„Der Staat oder die Republik ist die bürgerliche Gesellschaft der Menschen zur gemeinschaftlichen Sicherstellung der angebornen Freyheit. So wie jedem Menschen das Recht zur Freyheit, so ist ihm die Verbindlichkeit angeboren, die Freyheit seines Nebenmenschen aufrecht zu erhalten.“

In der Königsberger Siedlung Charlottenburg wurde 1932 eine Straße nach ihm benannt. Am Hause Collegiengasse 1 erinnerte eine Gedenktafel an ihn.

## Werke
- Beyträge zum republikanischen Gesetzbuche, Königsberg: Nicolovius 1800; X+165 S. Digitalisat
- Beiträge zum republikanischen Gesetzbuche, Königsberg 1798. Faksimile: Freiburg im Breisgau 2000, herausgegeben und mit einem Anhang versehen von Wolfgang Schild